# NGC 1288
NGC 1288 è una vasta galassia a spirale intermedia situata nella costellazione della Fornace, a una distanza di circa 212 milioni di anni luce dalla nostra Via Lattea.

## Scoperta
La galassia è stata scoperta il 19 novembre 1835 dall'astronomo britannico John Herschel.

## Descrizione
NGC 1288 ha una classe di luminosità III e presenta una larga riga a 21 cm dell'idrogeno neutro.
NGC 1288 è stata utilizzata da Gérard de Vaucouleurs come esempio di galassia del tipo morfologico SAB(rs)bc nel suo atlante di classificazione delle galassie.
La classificazione SABc(rs) indica la presenza di una debole barra che attraversa il nucleo (SAB), la presenza di un anello interno incompleto attorno alla barra (rs) e bracci di spirale moderatamente avvolti (c).

## Supernova
Il 17 luglio 2006, all'interno di NGC 1288 è stata scoperta la supernova SN 2006dr dall'astronomo amatoriale sudafricano Berto Monard. La supernova è stata classificata di tipo Ia